# Keswick Island
Keswick Island è un'isola che fa parte delle Cumberland Islands. È situata nel mar dei Coralli al largo della costa centrale del Queensland, in Australia, a 34 chilometri a nord-est della città di Mackay.
L'isola si trova affiancata a St Bees Island, da cui è divisa dall'Egremont Passage; è situata a sud-ovest di Scawfell Island e circa 7 km a sud-est di Brampton Island e Carlisle Island. Keswick ha una superficie di 5,3 km².

## Storia
Identificata come parte delle "Cumberland Isles Group" dal capitano James Cook nel 1770. L'isola di Keswick e la vicina isola di St Bees furono designate insieme come "L1 Island" dal tenente Matthew Flinders, a bordo della HMS Investigator nel 1802. L'isola fu in seguito nominata individualmente nel 1879, con il nome della città di Keswick, nel distretto dei laghi del Cumberland (ora Cumbria) in Inghilterra, dal comandante dell'equipaggio del SS Llewellyn, E. P. Bedwell.